# 大奥兰多
奥兰多都会区，常被称为大奥兰多、奥兰多都会、佛罗里达州中部，或是美国人口普查中的奥兰多-基西米-桑福德佛罗里达州都会统计区，是位于美国佛罗里达州中部地区的一个都市区。主要城市为奥兰多、基西米和桑福德。美国管理和预算办公室定义其为由莱克县、奥兰治县（包括奥兰多）、奥西奥拉县和塞米诺尔县组成的区域。
根据2020年美国人口普查数据，大奥兰多地区人口为2,673,376人，和2010年相比增加了近54万新居民。
按人口计算，它是佛罗里达州第三大、美国东南部第七大、美国第23大都市区。该都会统计区占地面积（陆地和水域总和）为4,012平方英里（10,400平方）。
该都会统计区于1950年最初命名为奥兰多标准都市区，仅包含奥兰治县。塞米诺尔县于1959年，奥西奥拉县于1973年，莱克县于1992年先后被加入该统计区。2004年更名为奥兰多-基西米都会统计区，2009年更名为奥兰多-基西米-桑福德都会统计区。